# Oldřichovice (Dešenice)
Oldřichovice jsou samota, část městyse Dešenice v okrese Klatovy v Plzeňském kraji. Nachází se asi 3,5 kilometru východně od Dešenic. Není zde evidována žádná adresa. V roce 2011 zde trvale žilo devět obyvatel.
Oldřichovice leží v katastrálním území Oldřichovice u Děpoltic o rozloze 2,94 km².

## Historie
První písemná zmínka o vesnici pochází z roku 1356.

## Obyvatelstvo
| Rok            | 1869 | 1880 | 1890 | 1900 | 1910 | 1921 | 1930 | 1950 | 1961 | 1970 | 1980 | 1991 | 2001 | 2011 | 2021 |
| -------------- | ---- | ---- | ---- | ---- | ---- | ---- | ---- | ---- | ---- | ---- | ---- | ---- | ---- | ---- | ---- |
| Počet obyvatel | 235  | 213  | 214  | 205  | 201  | 202  | 199  | 37   | 36   | 38   | 0    | 25   | 22   | 9    | 9    |
| Počet domů     | 34   | 34   | 33   | 31   | 32   | 33   | 33   | 21   | 21   | 9    | 0    | 8    | 13   | 13   | 14   |

## Obecní správa
Při sčítání lidu v letech 1850–1909 Oldřichovice byly osadou obce Děpoltice v okrese Klatovy. V letech 1910–1949 byly samostatnou obcí v okrese Klatovy. V letech 1950–1975 byly znovu osadou obce Děpoltice v okrese Klatovy. Od 1. ledna 1976 jsou částí městyse Dešenice v okrese Klatovy.

## Pamětihodnosti
- Kostel svatého Isidora
- Jižně od vesnice se u silnice do Datelova nachází přírodní rezervace Datelovská strž.

## Galerie

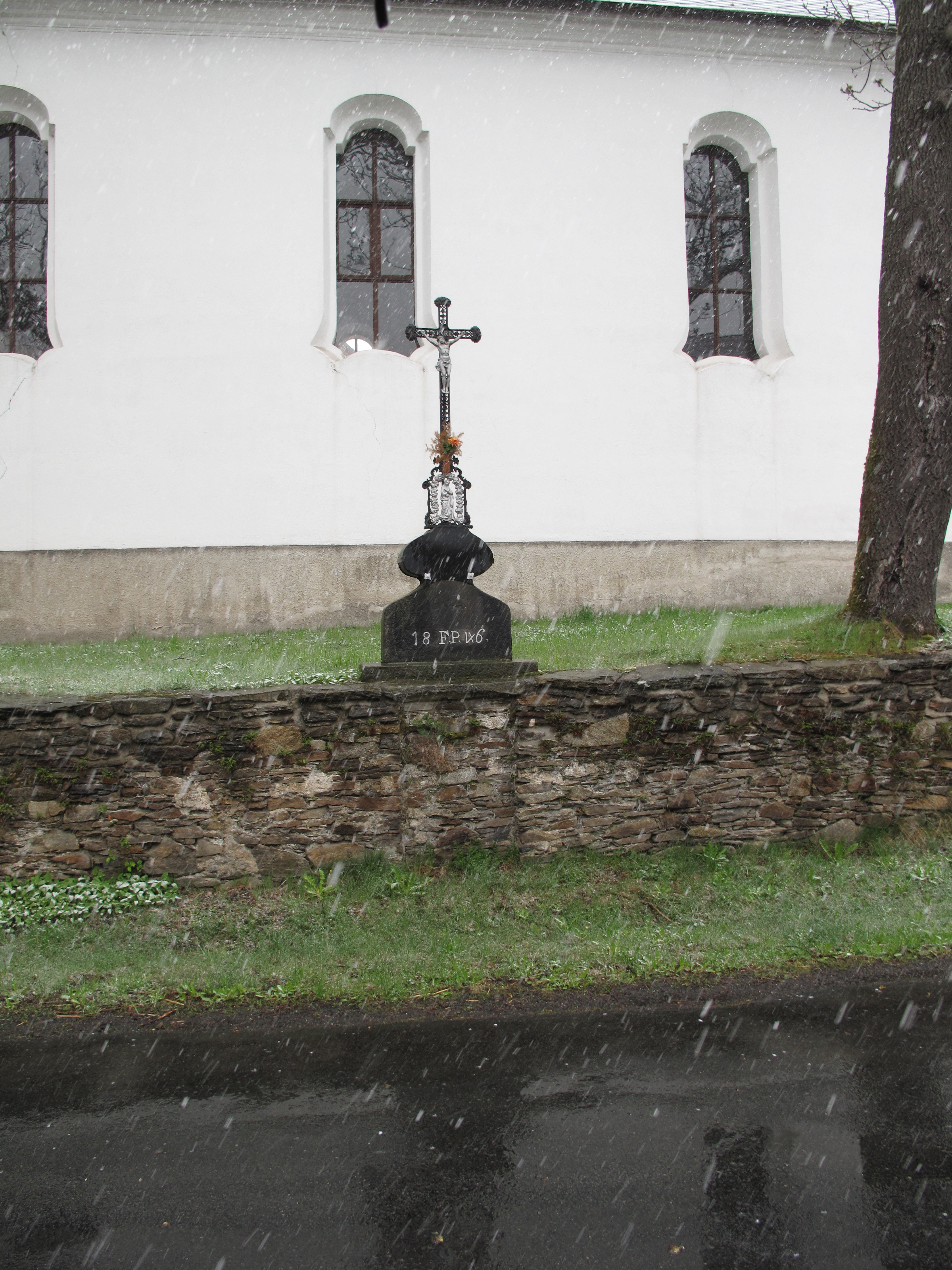
Kříž
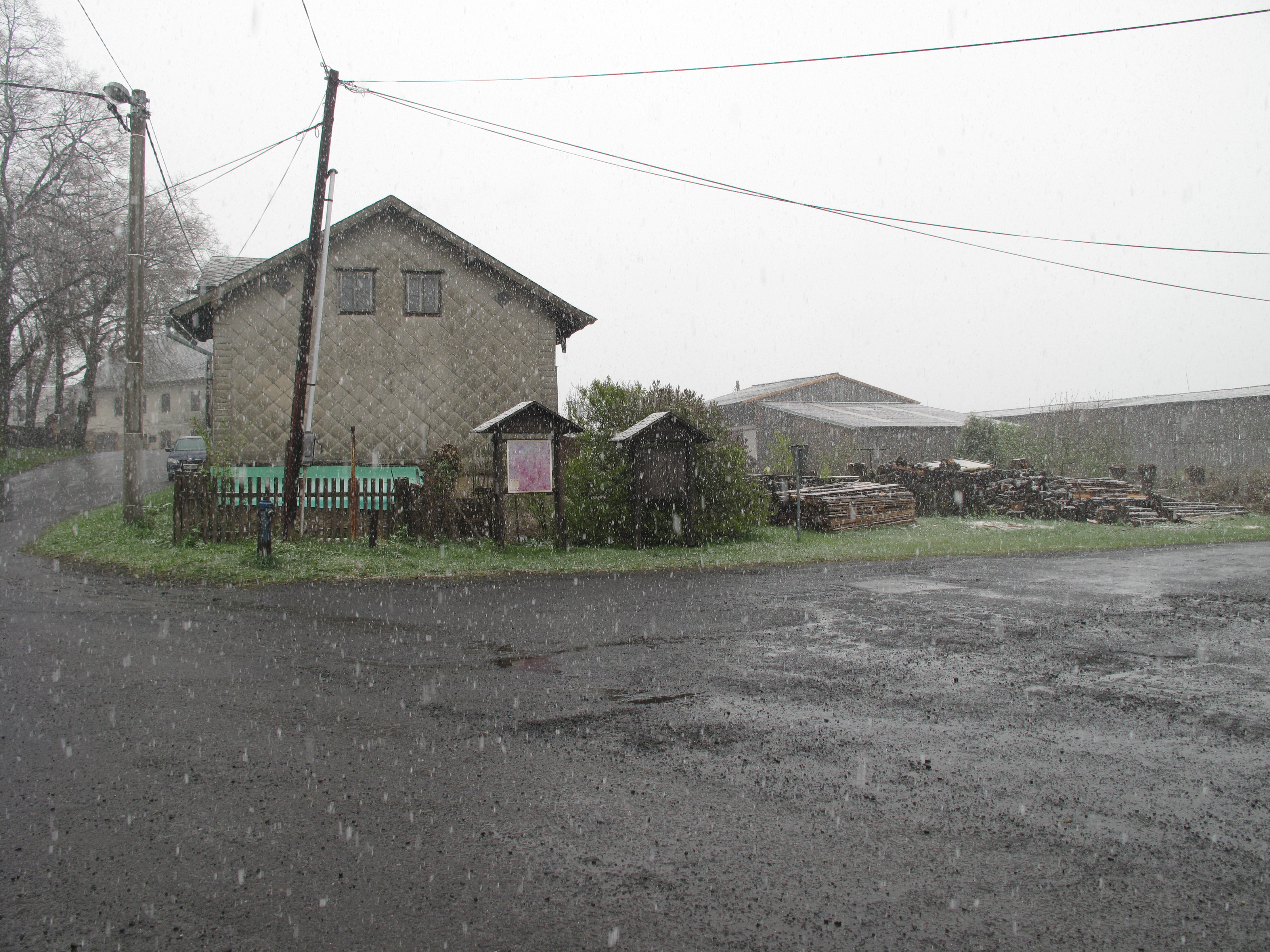
Křižovatka
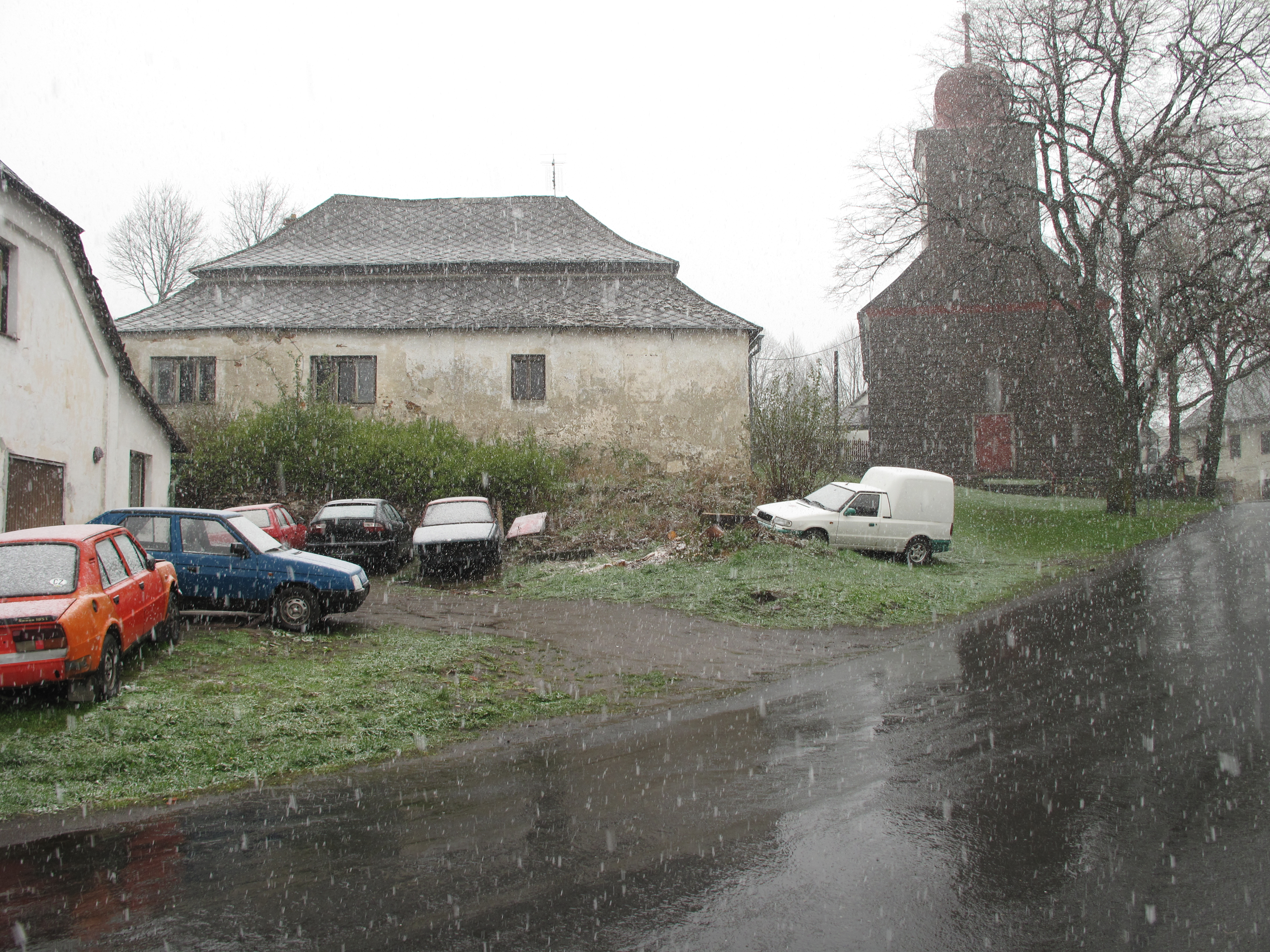
Domy a Kostel svatého Isidora